# Родовище складчастої області
Родовище складчастої області (рос. месторождение складчатой области; англ. field of a folded region; нім. Lagerstätte f des Faltenbereiches) – родовище вуглеводнів, приурочене до локальної геологічної структури геосинклінального типу, тобто приурочене до брахіантиклінальної складки або пов’язане з моноклінальним заляганням пластів. 

## Загальна характеристика
Для Р.с.о. найхарактерніші: складна тектонічна будова, розсіченість геологічної структури диз’юнктивними порушеннями на блоки, великі кути залягання порід (15–60° і більше); наявність у розрізі багатьох продуктивних пластів; переважно пластовий тип покладу; розмаїття видів покладів за типами пасток; співвідношенням фаз вуглеводнів; природними режимами і ін.